# Patrícia Candoso
Patrícia Susana Fonseca Candoso, mais conhecida por Patrícia Candoso (Cascais, 3 de setembro de 1981), é uma cantora e atriz portuguesa.

## Biografia
É licenciada em Ciências da Comunicação pela Universidade Independente de Lisboa e é multifacetada na área artística.
Em 2001 estreia-se em televisão na telenovela Sonhos Traídos da TVI.
Aparece na primeira temporada de Morangos com Açúcar onde interpretava a personagem Sara Lencastre que também cantava. Após o sucesso na série grava um single com os temas Todo O Teu Tempo, Over My Heart e Don't Let Me Be Misunderstood (incluído na edição especial da banda sonora) e em dezembro de 2004 lançou o álbum O Outro Lado que atingiu o 4º lugar no top de vendas.
Aparece entretanto na telenovela Mundo Meu da TVI. Um Só Olhar é o nome do seu segundo disco lançado em  (28 de junho de 2006). Ainda em 2006 é convidada para apresentar o programa Destinos.pt conjuntamente com João Catarré.
Em 2010 foi autora (texto e músicas) da peça de teatro musical infantil O Feiticeiro da Neve, que encenou e protagonizou. Ainda nesse ano começa a apresentar o programa Koisas Kuriosas da SIC K.
Canta o tema de genérico da novela Doce Tentação, estreada em janeiro de 2012. Nesse ano iniciou as gravações da novela Louco Amor, onde interpreta Bia, uma empregada da empresa Broadway.
Desempenha o papel de Teresa Colaço em Os Nossos Dias da RTP1, em 2015.
Promove o seu terceiro disco em alguns concertos e showcases. Participa na nova temporada do Inspector Max, mas dedica-se mais ao teatro. Revela entretanto que está grávida do namorado Marco Santos.

## Discografia
- O Outro Lado (Farol, 2004)
- Só Um Olhar (Farol, 2006)
- Frenética (2017)

## Filmografia

### Televisão
| Ano         | Título                              | Papel                                  | Canal |
| ----------- | ----------------------------------- | -------------------------------------- | ----- |
| 2002        | Sonhos Traídos                      | Catarina Sousa                         | TVI   |
| 2003-2004   | Morangos com Açúcar (1.ª temporada) | Sara                                   | TVI   |
| 2004        | Os Batanetes                        | Participação Especial                  | TVI   |
| 2005-2006   | Mundo Meu                           | Mafalda Lopes                          | TVI   |
| 2006 - 2007 | Destinos.pt (1.ª temporada)         | Apresentadora, ao lado de João Catarré | RTP1  |
| 2008        | Casos da Vida                       | Vera                                   | TVI   |
| 2009        | Um Lugar Para Viver                 | Marlene                                | RTP1  |
| 2012-2013   | Louco Amor                          | Beatriz Sousa                          | TVI   |
| 2015-2016   | Os Nossos Dias                      | Teresa Colaço                          | RTP1  |
| 2017        | Rainha das Flores                   | Patrícia                               | SIC   |
| 2017        | Inspetor Max                        | Julia Nunes                            | TVI   |
| 2019        | Alma e Coração                      | Alice                                  | SIC   |

### Cinema
| Ano  | Título                           | Papel   |
| ---- | -------------------------------- | ------- |
| 2006 | Pular a Cerca (dobragem)         | Heather |
| 2009 | Alvin e os Esquilos 2 (dobragem) | Eleonor |
| 2013 | A Resposta é Sempre Não          |         |
| 2017 | Um Refúgio Azul                  | Sofia   |

## Teatro
- Morangos com Açúcar: A Peça, personagem Sara, 2006
- High School Musical 1 e 2, personagem principal, Kelsy e Sharpay, 2008/09
- Peter Pan, musical, personagem principal, Wendy, 2009
- Fame, musical, personagem principal, Serena, 2009
- A Casa de Bernarda Alba de Federico Garcia Lorca, encenação de Paulo Taful, 2010
- Branca de Neve na Floresta Encantada, musical infantil em patins (rodas e gelo), palco partilhado, 2009
- Cinderela, musical infantil em patins (rodas e gelo), palco partilhado, 2010
- O Feiticeiro da Neve, musical infantil, palco partilhado, 2010/11 (autora, encenadora, actriz)
- Super Silva, comédia, Tezeeme, 2010
- Oh Zé põe-te em pé, revista à portuguesa, Tezeeme, 2011 (primeira figura feminina, atracção de fado)
- Um Pijama para 6, personagem Fátima, a empregada
- E porque não emigras?, comédia musical, Produções Fora de Cena
- Uma empregada dos diabos, comédia, personagem Irina (a empregada), Produções Fora de Cena